# Monopole (viticulture)
Pour les articles homonymes, voir Monopole.

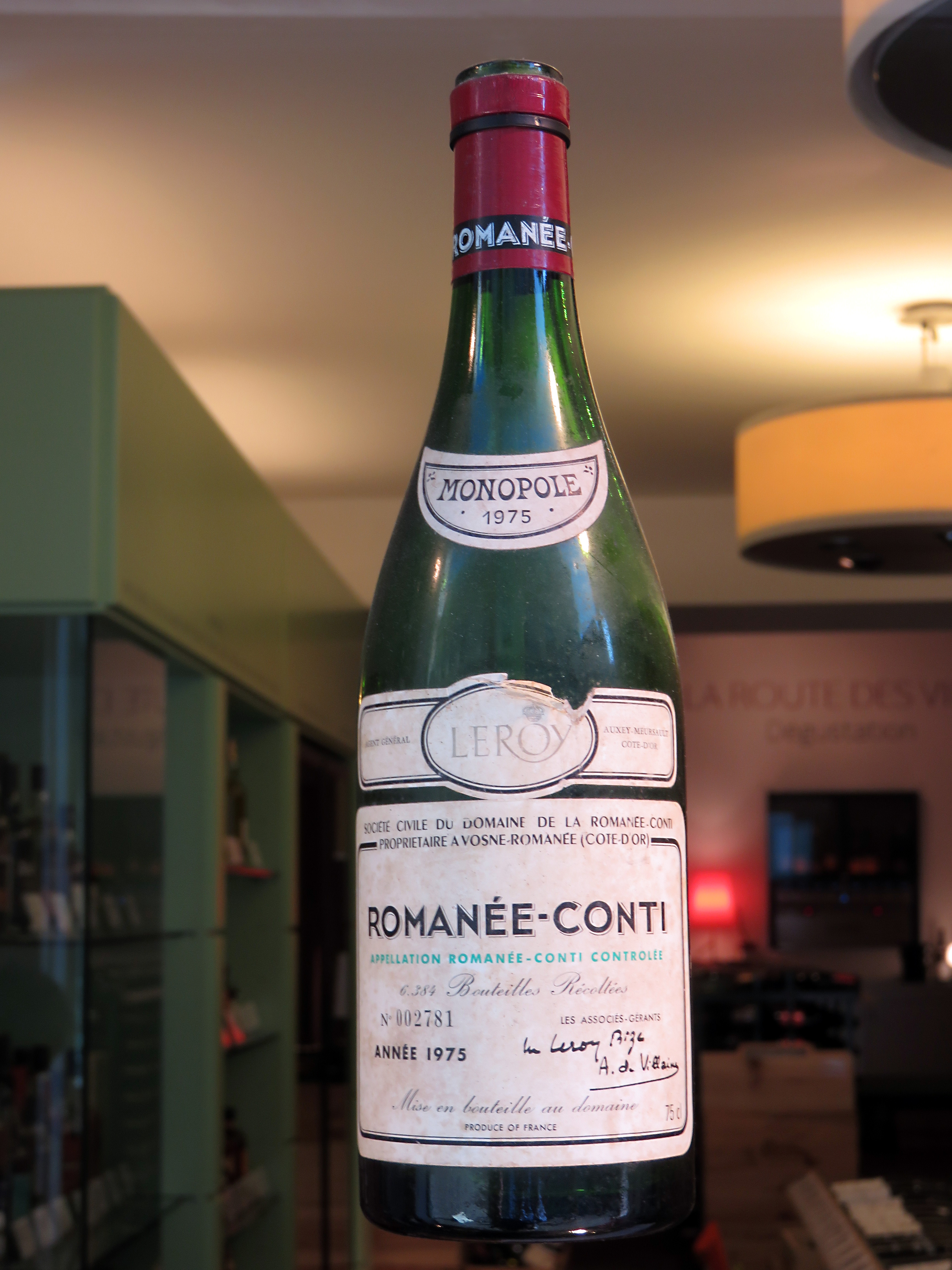
La mention « monopole », présente sur la collerette de la bouteille.

Un monopole est une parcelle de vigne exploitée par un seul propriétaire.

## Définition
La parcelle doit être en appellation d'origine contrôlée, ou plus spécifiquement correspondre à une dénomination au sein de celle-ci, tels que le sont les climats. Par exemple, le « Clos de la Fortune » est une parcelle comprise dans l'appellation Bouzeron, et est un monopole du domaine Chanzy. Pour le monopole « Clos de Tart », la parcelle représente elle-même la totalité de l'appellation.
L'exploitation de cette parcelle doit être faite par un seul domaine viticole, il en a l'exclusivité.

## Mention sur l'étiquette
La mention « monopole » sur une étiquette indique que le vin est produit sur une seule parcelle, qui est possédée par un seul propriétaire.
Pour avoir le droit d'apposer cette mention sur l'étiquette, les raisins doivent être vinifiés et le vin mis en bouteille dans le domaine qui possède la parcelle. 
Cette mention est interdite dans tout autre cas, et est réglementée en France par deux décrets,.

## Crus en monopole
Les monopoles englobant l'intégralité d'une appellation sont peu nombreux, les autres sont des lieux-dits cadastraux, subdivisions d'une appellation,.

### Appellations en monopole

#### France

##### Bourgogne

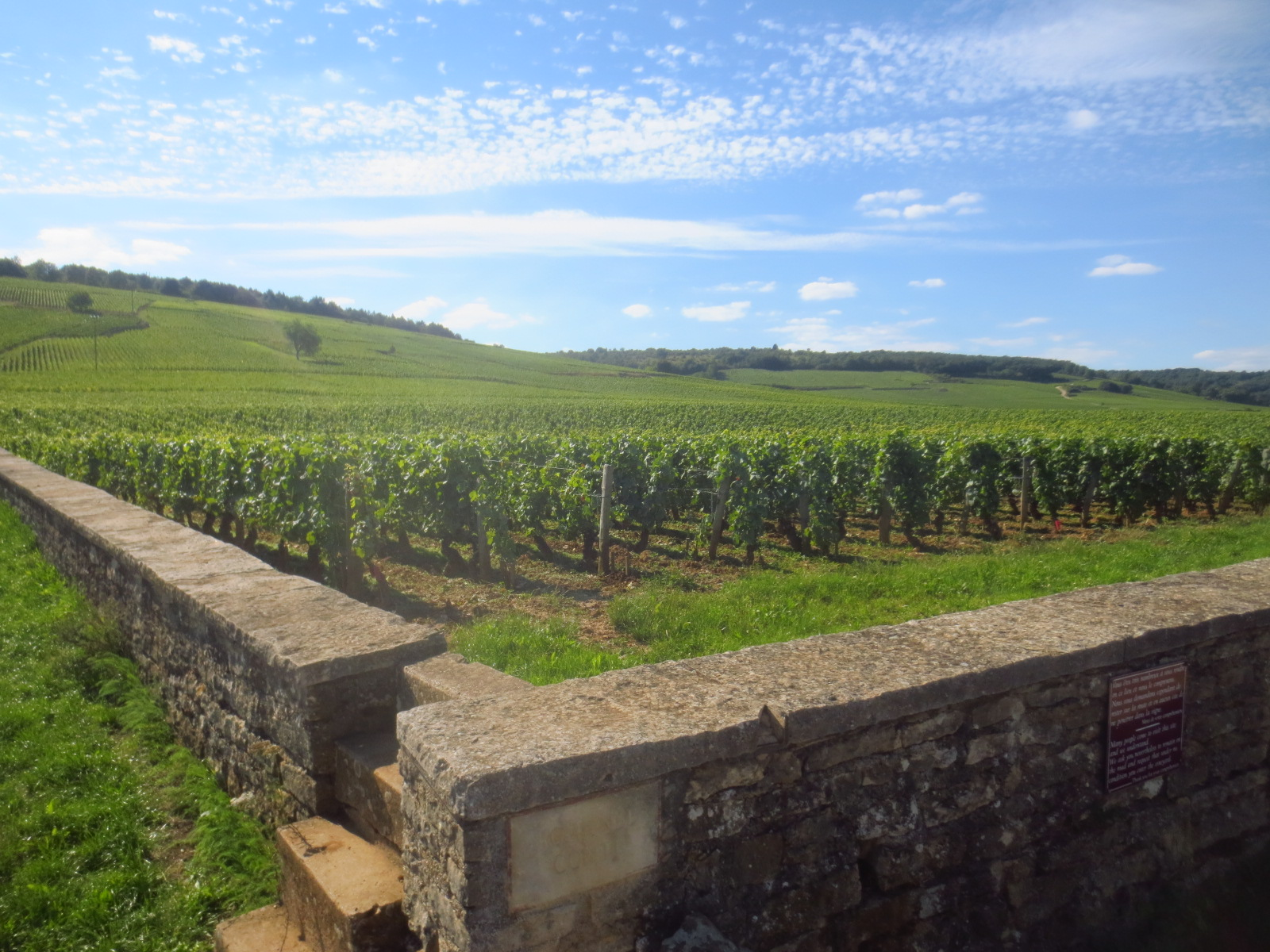
Les vignes de Romanée-Conti, un des rares grands crus de Bourgogne possédés en monopole.

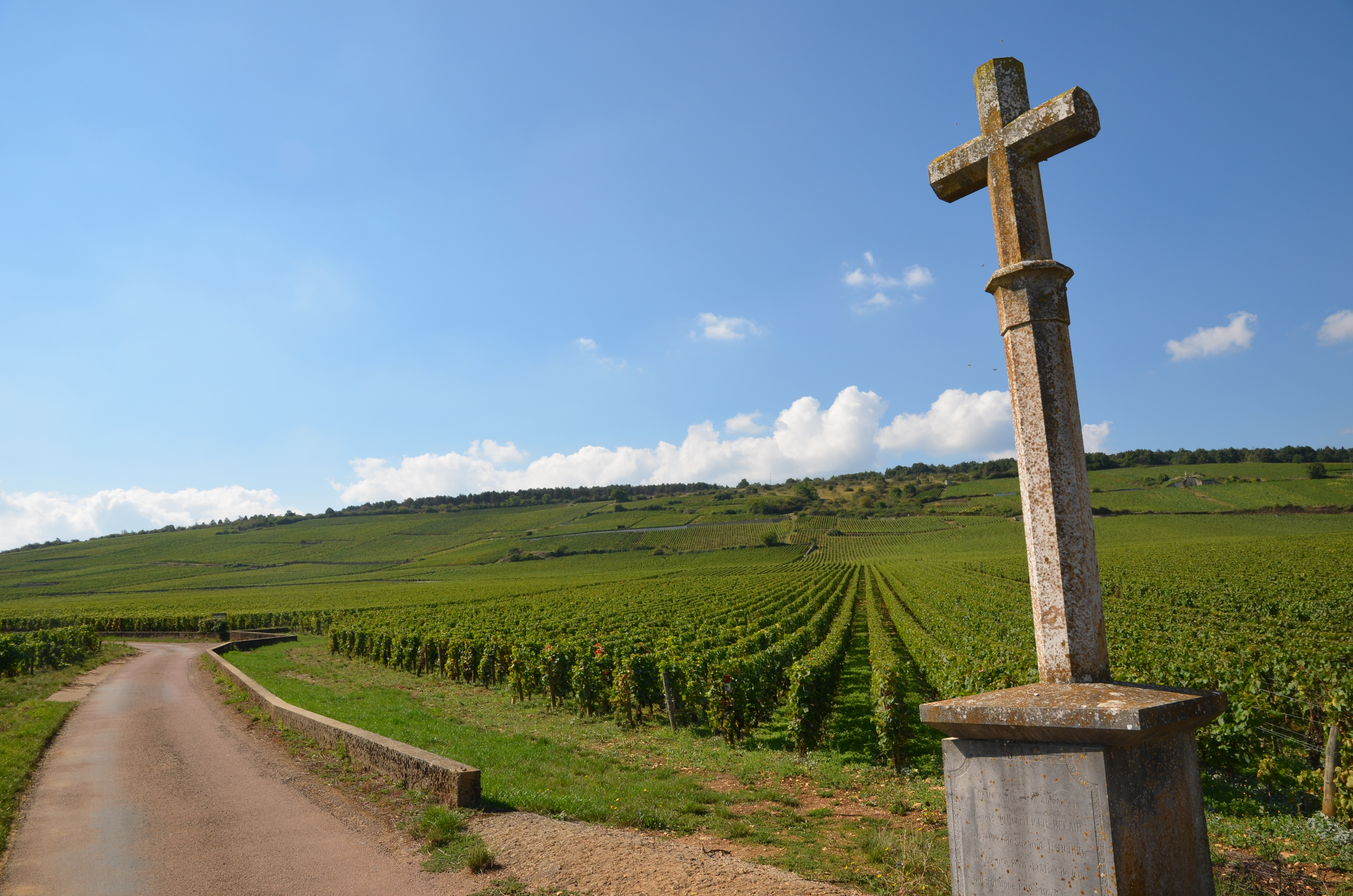
Le vignoble de La Tâche appartient en totalité au Domaine de la Romanée-Conti.

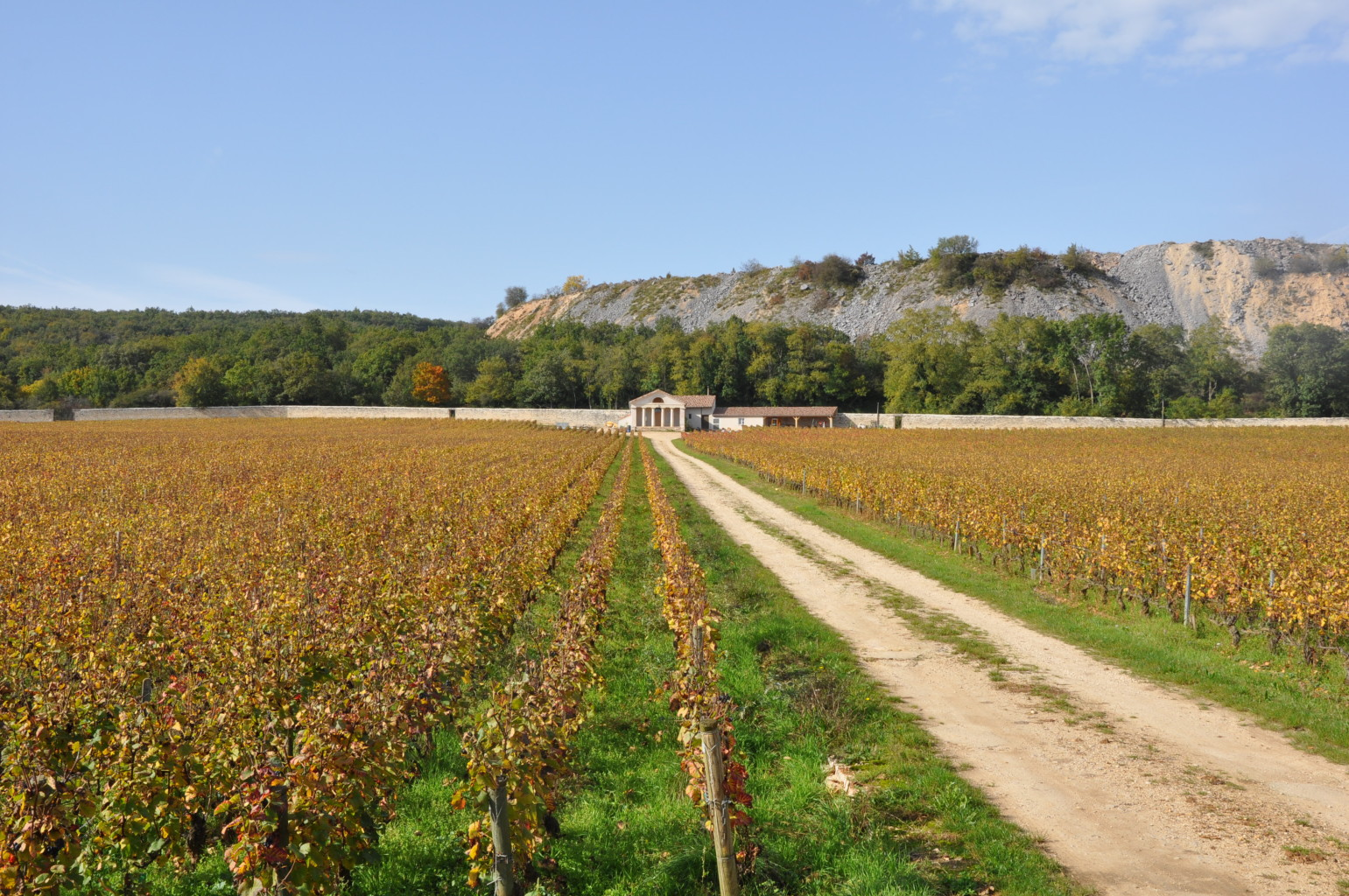
Le Clos de la Maréchale, premier cru de nuits-saint-georges, est un des plus grands monopoles du vignoble de Bourgogne.

| Parcelle          | Classement | Propriétaire                          | Superficie |
| ----------------- | ---------- | ------------------------------------- | ---------- |
| Clos de Tart      | grand cru  | Domaine du Clos de Tart               | 7,53 ha    |
| Romanée-Conti     | grand cru  | Domaine de la Romanée-Conti           | 1,80 ha    |
| La Tâche          | grand cru  | Domaine de la Romanée-Conti           | 6,06 ha    |
| La Grande Rue     | grand cru  | Domaine François Lamarche             | 1,65 ha    |
| La Romanée        | grand cru  | Domaine du Comte Liger-Belair         | 0,84 ha    |
| Clos des Lambrays | grand cru  | Domaine des Lambrays (Quasi-monopole) | 8,66 ha    |

##### Vallée de la Loire
- Coulée de Serrant : 6,87 hectares[8].

##### Vallée du Rhône
- Château Grillet : 3,5 hectares.

### Lieux-dits en monopole

#### France

##### Bourgogne
| Parcelle                                 | Classement  | Appellation                   | Propriétaire                               | Superficie |
| ---------------------------------------- | ----------- | ----------------------------- | ------------------------------------------ | ---------- |
| La Moutonne                              | grand cru   | chablis grand cru             | Albert Bichot (Domaine Long Depaquit)      | 2,35 ha    |
| La Mission                               | premier cru | mercurey                      | Château de Chamirey                        | 1,92 ha    |
| Clos Marcilly                            | premier cru | mercurey                      | Les Héritiers Saint-Genys                  | 7,3 ha     |
| Clos des Monts Luisants                  | premier cru | morey-saint-denis             | Domaine Ponsot                             | 0,98 ha    |
| Clos des Ruchottes                       | grand cru   | ruchottes-chambertin          | Domaine Armand Rousseau                    | 1,06 ha    |
| Clos des Maréchaudes                     | grand cru   | corton                        | Albert Bichot (Domaine du Pavillon)        | 0,54 ha    |
| Clos des Cortons Faiveley                | grand cru   | corton                        | Maison Faiveley                            | 2,76 ha    |
| Clos des Noiterons                       | communale   | mercurey                      | Château d'Etroyes (Protheau)               | 6,05 ha    |
| La Framboisière                          | communale   | mercurey                      | Maison Faiveley                            | 10,6 ha    |
| Clos Napoléon (jadis Aux Cheuzots)       | premier cru | fixin                         | Domaine Pierre Gelin                       | 1,83 ha    |
| Clos Saint Landry                        | premier cru | beaune                        | Bouchard Père & Fils                       | 1,98 ha    |
| Clos de la Mousse                        | premier cru | beaune                        | Bouchard Père & Fils                       | 3,36 ha    |
| Clos des Réas                            | premier cru | vosne-romanée                 | Domaine Michel Gros                        | 2,12 ha    |
| Clos des Corvées                         | communale   | mercurey                      | Château d'Etroyes (Protheau)               | 1,13 ha    |
| Le Clos des Corvées                      | premier cru | nuits-saint-georges           | Domaine Prieuré-Roch                       | 5,21 ha    |
| Clos de Thorey                           | premier cru | nuits-saint-georges           | Domaine de la Vougeraie                    | 3,07 ha    |
| Clos de la Maréchale                     | premier cru | nuits-saint-georges           | Jacques Frédéric Mugnier                   | 9,76 ha    |
| La Bossière                              | premier cru | gevrey-chambertin             | Domaine Harmand Geoffroy                   | 0,45 ha    |
| Champ-Chevrey                            | premier cru | savigny-lès-beaune            | Domaine Tollot-Beaut                       | 1,21 ha    |
| Clos de l'Écu                            | premier cru | beaune                        | Maison Faiveley                            | 2,37 ha    |
| Clos des Ursules                         | premier cru | beaune                        | Maison Louis Jadot                         | 2,75 ha    |
| Clos des Épeneaux                        | premier cru | pommard                       | Comte Armand                               | 5,3 ha     |
| Clos Marey-Monge                         | communale   | pommard                       | Château de Pommard                         | 20 ha      |
| Frémiets Clos de la Rougeotte            | premier cru | volnay                        | Bouchard Père & Fils                       | 0,45 ha    |
| Clos des Ducs                            | premier cru | volnay                        | Marquis d'Angerville                       | 2,15 ha    |
| Clos de la Bousse d'Or                   | premier cru | volnay                        | La Pousse d'Or                             | 2,3 ha     |
| Clos des 60 Ouvrées                      | premier cru | volnay                        | La Pousse d'Or                             | 2,39 ha    |
| Clos des Santenots                       | premier cru | volnay                        | Domaine Jacques Prieur                     | 1,2 ha     |
| Clos de la Chapelle                      | premier cru | volnay                        | Domaine Clos de la Chapelle                | 0,47 ha    |
| Clos de la Barre                         | premier cru | volnay                        | Maison Louis Jadot                         | 1,3 ha     |
| Le Clos Blanc de Vougeot                 | premier cru | vougeot                       | Domaine de la Vougeraie                    | 2,28 ha    |
| Clos du Prieuré                          | communale   | vougeot                       | Domaine de la Vougeraie                    | 1,8 ha     |
| Clos Saint Paul                          | premier cru | givry                         | Domaine Vincent Lumpp                      | 2 ha       |
| Clos Salomon                             | premier cru | givry                         | Gardin-Perrotto (Domaine du Clos Salomon)  | 6,98 ha    |
| Clos des Myglands                        | premier cru | mercurey                      | Maison Faiveley                            | 6,31 ha    |
| Clos de la Fontaine                      | communale   | vosne-romanée                 | Anne Françoise Gros                        | 0,35 ha    |
| La Montagne                              | communale   | vosne-romanée                 | Bruno Clavelier                            | 0,33 ha    |
| Clos des Langres                         | communale   | côte-de-nuits-villages        | Domaine d'Ardhuy                           | 3,14 ha    |
| Pièce du Chapitre                        | communale   | chorey-lès-beaune             | Domaine Tollot-Beaut                       | 1,6 ha     |
| Clos de la Chaume Gaufriot               | communale   | beaune                        | Antonin Guyon                              | 0,77 ha    |
| Clos des Ursulines                       | communale   | pommard                       | Albert Bichot (Domaine du Pavillon)        | 3,75 ha    |
| Clos La Marche                           | communale   | mercurey                      | Maison Louis Max                           | 3,48 ha    |
| Clos de la Mouchère                      | premier cru | puligny-montrachet            | Domaine Henri Boillot                      | 3,92 ha    |
| Clos de la Commaraine                    | premier cru | pommard                       | Maison Louis Jadot                         | 3,75 ha    |
| Clos de la Garenne                       | premier cru | puligny-montrachet            | Maison Louis Jadot                         | 1,53 ha    |
| Clos de la Perrière                      | premier cru | vougeot                       | Domaine Bertagna                           | 2,26 ha    |
| Clos de la Perrière                      | premier cru | fixin                         | Domaine Joliet                             | 5 ha       |
| Clos Richemont                           | premier cru | meursault                     | Henri Darnat                               | 0,63 ha    |
| Clos des Perrières                       | premier cru | meursault                     | Domaine Albert Grivault                    | 0,94 ha    |
| En Redrescul                             | premier cru | savigny-lès-beaune            | Domaine Doudet                             | 0,5 ha     |
| La Cailloute                             | premier cru | mercurey                      | Domaine Theulot-Juillot                    | 1,5 ha     |
| Clos de la Fortune                       | communale   | bouzeron                      | Maison Chanzy                              | 3,75 ha    |
| Clos Michaud                             | régionale   | bourgogne                     | Maison Chanzy                              | 1,5 ha     |
| Clos des Varoilles                       | premier cru | gevrey-chambertin             | Domaine Prieuré-Roch                       | 6 ha       |
| La Romanée                               | premier cru | gevrey-chambertin             | Domaine du Couvent                         | 1,06 ha    |
| Clos des Issarts                         | premier cru | gevrey-chambertin             | Maison Faiveley                            | 0,6 ha     |
| Clos du Chapitre                         | premier cru | gevrey-chambertin             | Domaine Nuiton-Beaunoy                     | 0,8 ha     |
| Clos de la Bussière                      | premier cru | morey-saint-denis             | Domaine Roumier                            | 2,59 ha    |
| Les Véroilles                            | premier cru | chambolle-musigny             | Domaine Ghislaine Barthod                  | 2,98 ha    |
| Clos de l'Arlot                          | premier cru | nuits-saint-georges           | Domaine de l'Arlot                         | 2 ha       |
| Clos Saint-Marc                          | premier cru | nuits-saint-georges           | Domaine Michèle & Patrice Rion             | 0,93 ha    |
| Les Didiers                              | premier cru | nuits-saint-georges           | Hospices de Nuits                          | 2,45 ha    |
| Clos des Forêts Saint-Georges            | premier cru | nuits-saint-georges           | Domaine de l'Arlot                         | 7,2 ha     |
| Clos des Grandes Vignes                  | premier cru | nuits-saint-georges           | Domaine du Comte Liger-Belair              | 2,19 ha    |
| Aux Perdrix                              | premier cru | nuits-saint-georges           | Domaine des Perdrix (Quasi-monopole)       | 3,45 ha    |
| Clos des Porrets Saint-Georges           | premier cru | nuits-saint-georges           | Domaine Henri Gouges                       | 3,57 ha    |
| Clos des Meix                            | grand cru   | corton                        | Domaine Comte Senard                       | 2,5 ha     |
| Les Moutottes                            | grand cru   | corton                        | Domaine Capitain-Gagnerot                  | 0,9 ha     |
| Clos de la Féguine                       | premier cru | beaune                        | Domaine Jacques Prieur                     | 0,27 ha    |
| Clos des Fèves                           | premier cru | beaune                        | Domaine Chanson Père et Fils               | 4,12 ha    |
| La Bataillère Aux Vergelesses            | premier cru | savigny-lès-beaune            | Domaine Albert Morot                       | 1,87 ha    |
| Clos des Boucherottes                    | premier cru | pommard                       | Domaine Coste-Caumartin                    | 1,83 ha    |
| Clos de Derrière Saint-Jean              | premier cru | pommard                       | Thierry Violot-Guillemard                  | 0,1 ha     |
| Grand Clos des Epenots                   | premier cru | pommard                       | Domaine de Courcel                         | 4,89 ha    |
| Clos d'Audignac                          | premier cru | volnay                        | La Pousse d'Or                             | 0,8 ha     |
| Clos de la Cave des Ducs                 | premier cru | volnay                        | Benjamin Leroux                            | 0,64 ha    |
| Clos du Château des Ducs                 | premier cru | volnay                        | Domaine Michel Lafarge                     | 0,57 ha    |
| Clos du Verseuil                         | premier cru | volnay                        | Domaine Yvon Clerget                       | 0,68 ha    |
| Clos des Toisières                       | premier cru | monthélie                     | Maison Louis Latour                        | 0,43 ha    |
| La Cardeuse                              | premier cru | chassagne-montrachet          | Domaine Bernard Moreau                     | 0,65 ha    |
| Morgeot Clos de la Chapelle              | premier cru | chassagne-montrachet          | Maison Louis Jadot (Duc de Magenta)        | 2 ha       |
| Morgeot Clos Pitois                      | premier cru | chassagne-montrachet          | Domaine Roger Belland                      | 3 ha       |
| Clos du Château de la Maltroye           | premier cru | chassagne-montrachet          | Château de la Maltroye                     | 2,8 ha     |
| Clos des Murées                          | premier cru | chassagne-montrachet          | Domaine Fontaine-Gagnard                   | 0,5 ha     |
| Clos de La Rocquemaure                   | premier cru | chassagne-montrachet          | Domaine Fleurot-Larose                     | 0,62 ha    |
| Vigne de l’Enfant Jésus                  | premier cru | beaune                        | Bouchard Père & Fils                       | 3,9 ha     |
| Tonton Marcel                            | premier cru | chassagne-montrachet          | Domaine Mestre Père et Fils                | 0,42 ha    |
| Clos des Vergennes                       | grand cru   | corton                        | Domaine Cachat-Ocquidant                   | 1,42 ha    |
| Clos du Château                          | grand cru   | corton                        | Château Corton C.                          | 0,33 ha    |
| Clos du Chapitre                         | premier cru | fixin                         | Domaine Guy & Yvan Dufouleur               | 2 ha       |
| En Naget                                 | premier cru | ladoix                        | Domaine Maratray-Dubreuil                  | 1,76 ha    |
| Clos de la Fussière                      | premier cru | maranges                      | Xavier Monnot                              | 0,86 ha    |
| Clos Gauthey                             | premier cru | Monthélie                     | Domaine Annick Parent                      | 1,8 ha     |
| Grands Épenots Clos de Cîteaux           | premier cru | pommard                       | Domaine Jean Monnier et Fils               | 3 ha       |
| Clos du Cailleret                        | premier cru | chassagne-montrachet          | Domaine Ramonet                            |            |
| Clos du Vernoy                           | premier cru | givry                         | Domaine Desvignes                          | 0,7 ha     |
| Clos Marceaux                            | premier cru | givry                         | Millebuis                                  | 3 ha       |
| Le Creuzot                               | premier cru | givry                         | Domaine Masse                              |            |
| Clos Saint-Pierre                        | premier cru | givry                         | Domaine Thénard                            | 2,12 ha    |
| Clos Saint-Pierre                        | premier cru | gevrey-chambertin             | Domaine Laurent Père et Fils               |            |
| La Micaude                               | premier cru | ladoix                        | Domaine Capitain-Gagnerot                  | 1,63 ha    |
| Clos du Roy                              | premier cru | mercurey                      | Maison Faiveley                            | 2,54 ha    |
| Clos des Ruelles                         | premier cru | mercurey                      | Château de Chamirey                        | 2,5 ha     |
| Château de Blagny                        | premier cru | meursault                     | Maison Louis Latour                        | 6 ha       |
| Les Resses                               | premier cru | montagny                      | Domaine Les Guignottes                     | 0,9 ha     |
| Clos Berthet                             | premier cru | pernand-vergelesses           | Domaine Dubreuil-Fontaine                  | 0,5 ha     |
| Le Clos du Village                       | premier cru | pernand-vergelesses           | Domaine Rapet Père et Fils                 | 0,5 ha     |
| Clos du Village                          | communale   | chambolle-musigny             | Antonin Guyon                              | 3,3 ha     |
| Clos des Poutures                        | premier cru | pommard                       | Domaine Heitz-Lochardet                    | 0,66 ha    |
| Clos Orgelot                             | premier cru | pommard                       | Clos du Moulin aux Moines                  | 1,1 ha     |
| Clos de la Pucelle                       | premier cru | puligny-montrachet            | Domaine Jean Chartron                      | 1,16 ha    |
| Clos du Cailleret                        | premier cru | puligny-montrachet            | Domaine Jean Chartron                      | 1,4 ha     |
| Clos La Bressande                        | premier cru | rully                         | Château de Rully                           | 2,6 ha     |
| Clos du Chapitre                         | premier cru | rully                         | Domaine Jaeger-Defaix                      | 1 ha       |
| Clos du Château                          | premier cru | saint-aubin                   | Château de Saint-Aubin                     | 1,1 ha     |
| Clos du Passe Temps                      | premier cru | santenay                      | Domaine Fleurot-Larose                     | 0,55 ha    |
| Aux Clous                                | premier cru | savigny-lès-beaune            | Domaine Lebreuil                           | 0,20 ha    |
| Clos du Château                          | communale   | vosne-romanée                 | Domaine du Comte Liger-Belair              | 0,83 ha    |
| Clos d'Eugénie (jadis Clos Frantin)      | communale   | vosne-romanée                 | Domaine d'Eugénie                          | 0,57 ha    |
| Clos Goillotte                           | communale   | vosne-romanée                 | Domaine Prieuré-Roch                       | 0,55 ha    |
| Clos de la Boulotte                      | communale   | aloxe-corton                  | Domaine Nudant                             | 1,12 ha    |
| Clos du Fonteny                          | premier cru | gevrey-chambertin             | Domaine Bruno Clair                        | 0,67 ha    |
| Clos du Couvent                          | communale   | gevrey-chambertin             | Domaine du Couvent                         | 0,5 ha     |
| Clos du Meix des Ouches                  | communale   | gevrey-chambertin             | Domaine du Couvent                         | 1 ha       |
| Clos de la Barre                         | communale   | meursault                     | Domaine des Comtes Lafon                   | 2,12 ha    |
| Clos des Chevaliers                      | grand cru   | chevalier-montrachet          | Domaine Jean Chartron                      | 0,6 ha     |
| Clos du Meix Garnier                     | communale   | monthélie                     | Domaine Monthelie-Douhairet-Porcheret      | 1,36 ha    |
| Clos des Rosiers                         | communale   | morey-saint-denis             | Domaine Chantal Rémy                       | 0,3 ha     |
| Clos des Portes                          | communale   | marsannay                     | Domaine Jean Michel Guillon et Fils        | 1 ha       |
| Clos des Grands Charrons                 | communale   | meursault                     | Château de Meursault                       | 0,85 ha    |
| Clos Saint Jacques                       | premier cru | rully                         | Domaine de la Folie                        | 1,69 ha    |
| Clos de Mazeray                          | communale   | meursault                     | Domaine Jacques Prieur                     | 2,87 ha    |
| Château Gris (Les Crots)                 | premier cru | nuits-saint-georges           | Albert Bichot                              | 2,8 ha     |
| Clos Moreau                              | communale   | fixin                         | Maison Louis Jadot                         | 1 ha       |
| Clos des Chagnots                        | communale   | ladoix                        | Domaine d'Ardhuy                           | 2,36 ha    |
| Clos de la Maladière                     | communale   | beaune                        | Domaine Cauvard                            | 0,81 ha    |
| Clos de la Confrérie                     | communale   | santenay                      | Château de la Crée                         | 1,1 ha     |
| Les Chauchoux                            | communale   | rully                         | Domaine des Chauchoux                      | 5,56 ha    |
| Clos des Grands Voyens                   | premier cru | mercurey                      | Domaine Jeannin-Naltet                     | 4,9 ha     |
| Clos des Gatsulards                      | communale   | santenay                      | Maison Louis Jadot (Domaine Gagey)         | 2,97 ha    |
| Clos des Combins                         | premier cru | mercurey                      | Domaine L. Menand Père et Fils             |            |
| Clos des Hospices                        | grand cru   | chablis grand cru Les Clos    | Domaine Christian Moreau Père et Fils      | 0,41 ha    |
| Clos de la Justice                       | communale   | gevrey-chambertin             | Vallet Frères                              | 2 ha       |
| Clos Tamisot                             | communale   | gevrey-chambertin             | Domaine Pierre Damoy                       | 1,5 ha     |
| En Motrot                                | communale   | gevrey-chambertin             | Domaine Denis Mortet                       | 0,72 ha    |
| La Genelotte                             | premier cru | meursault-blagny              | Comtesse de Chérisey                       | 3,5 ha     |
| Clos des Bouchères                       | premier cru | meursault                     | Domaine Roulot                             | 1,37 ha    |
| Clos Bellefond                           | communale   | santenay                      | Domaine Louis Nié                          | 1,5 ha     |
| Clos de la Boutière                      | premier cru | maranges                      | Domaine Edmond Monnot et Fils              | 1,4 ha     |
| Clos du Chaigne                          | premier cru | rully                         | Domaine de la Folie                        | 3,26 ha    |
| Clos du Château de Montaigu              | premier cru | mercurey                      | Domaine Meix Foulot                        | 1,9 ha     |
| Le Médenchot                             | premier cru | givry                         | Domaine Tatraux Jean et Fils               | 1,9 ha     |
| Clos Marion                              | communale   | fixin                         | Domaine Fougeray de Beauclair              | 3,16 ha    |
| Le Clos                                  | communale   | marsannay                     | Domaine René Bouvier                       | 3 ha       |
| Clos des Récilles                        | communale   | marsannay                     | Domaine Stéphane Murat                     | 0,65 ha    |
| Les Finottes                             | communale   | marsannay                     | Domaine Bart                               | 1,4 ha     |
| Les Mogottes                             | communale   | marsannay                     | Domaine Michel Magnien                     | 0,58 ha    |
| Champs Saint Etienne                     | communale   | marsannay                     | Domaine Philippe Roty                      | 0,77 ha    |
| Clos de Fixey                            | communale   | fixin                         | Domaine Bernard Dugat-Py                   |            |
| Clos Entre Deux Velles                   | communale   | fixin                         | Clos Saint-Louis                           | 1,2 ha     |
| Clos des Mazières                        | communale   | côte-de-nuits-villages        | Domaine Le Clos des Mazières               | 2 ha       |
| Clos la Belle Marguerite                 | communale   | côte-de-nuits-villages        | Domaine Chanson Père et Fils               | 2 ha       |
| Clos de Meixvelle                        | communale   | gevrey-chambertin             | Domaine Pierre Gelin                       | 1,8 ha     |
| Clos de la Bidaude                       | communale   | morey-saint-denis             | Domaine Robert Gibourg                     | 1 ha       |
| Le Village                               | premier cru | morey-saint-denis             | Domaine Vincent Jeanniard                  | 0,45 ha    |
| Les Petits Musigny                       | grand cru   | chambolle-musigny             | Domaine Comte Georges de Vogüé             | 4,19 ha    |
| Les Terrasses                            | communale   | nuits-saint-georges           | Albert Bichot (Château Gris)               | 0,67 ha    |
| En la Perrière Noblot                    | premier cru | nuits-saint-georges           | Domaine Alain Michelot                     | 0,3 ha     |
| Aux Faulques                             | communale   | côte-de-nuits-villages        | Domaine Jean-Marc Millot                   | 1,8 ha     |
| Clos du Chapeau                          | communale   | côte-de-nuits-villages        | Domaine de l'Arlot                         | 1,6 ha     |
| La Robignotte                            | communale   | côte-de-nuits-villages        | Domaine Gilles Jourdan                     | 0,6 ha     |
| Clos des Maréchaudes                     | premier cru | aloxe-corton                  | Albert Bichot (Domaine du Pavillon)        | 1,4 ha     |
| Clos de la Croix de Pierre (En Caradeux) | premier cru | pernand-vergelesses           | Maison Louis Jadot (Domaine des Héritiers) | 2,8 ha     |
| La Toppe au Vert                         | grand cru   | corton                        | Domaine Capitain-Gagnerot                  | 0,108 ha   |
| Clos des Guettottes                      | communale   | savigny-lès-beaune            | Château Corton C.                          | 1 ha       |
| Clos du dessus des Marconnets            | communale   | beaune                        | Domaine Paul Pernot                        | 0,43 ha    |
| Petit Clos Blanc des Theurons            | premier cru | beaune                        | Domaine d'Ardhuy                           | 0,14 ha    |
| Sur les Grèves Clos Sainte Anne          | premier cru | beaune                        | Maison Jaffelin                            | 0,7 ha     |
| Clos Bizot                               | communale   | pommard                       | Domaine Lupé-Cholet                        | 0,32 ha    |
| Le Clos de Tavaux                        | communale   | meursault                     | Domaine François Gaunoux                   | 1 ha       |
| Clos de Meix Chavaux                     | communale   | meursault                     | Domaine François Gaunoux                   | 3,47 ha    |
| Vieux Clos Du Château De Citeaux         | communale   | meursault                     | Domaine Philippe Bouzereau                 | 1,7 ha     |
| Clos Saint-Félix                         | communale   | meursault                     | Domaine Michelot                           | 0,82 ha    |
| Clos des Corvées de Citeau               | communale   | meursault                     | Domaine Chavy-Chouet                       | 0,96 ha    |
| Château Gaillard                         | premier cru | monthélie                     | Domaine Annick Parent                      | 0,49 ha    |
| Clos des Ducs                            | communale   | saint-romain                  | Christophe Violot-Guillemard               | 0,83 ha    |
| Moulin aux Moines                        | communale   | auxey-duresses                | Clos du Moulin aux Moines                  | 3 ha       |
| Clos du Château                          | communale   | santenay                      | Château de la Crée                         | 1,5 ha     |
| Château Grenouilles                      | grand cru   | chablis grand cru Grenouilles | La Chablisienne                            | 7,2 ha     |
| Clos de la Renarde                       | premier cru | rully                         | Domaine Paul & Marie Jacqueson             | 0,32 ha    |
| Clos de Remenot                          | communale   | rully                         | Domaine Michel Briday                      | 0,54 ha    |
| Clos La Folie                            | communale   | rully                         | Domaine de la Folie                        | 1,96 ha    |
| Meix Caillet                             | premier cru | rully                         | Eric de Suremain                           | 0,36 ha    |
| Clos Rond                                | communale   | mercurey                      | Maison Faiveley                            | 3,8 ha     |
| Clos de Rochette                         | communale   | mercurey                      | Maison Faiveley                            | 5,45 ha    |
| Clos la Perrière                         | communale   | mercurey                      | Chateau de Chamilly                        | 2,39 ha    |
| La Levrière                              | premier cru | mercurey                      | Domaine Brintet                            | 1,32 ha    |
| Clos des Avoueries                       | communale   | mâcon-cruzille                | Château de Messey                          | 5,3 ha     |
| Clos des Tournons                        | communale   | mâcon-charnay                 | Domaine Didier Tripoz                      | 9,3 ha     |
| Les Charmes                              | communale   | mâcon-lugny                   | Cave de Lugny                              | 105 ha     |
| Clos des Bertillones                     | communale   | mâcon-solutré                 | Domaine Robert Denogent                    | 0,4 ha     |
| Le Clos                                  | premier cru | pouilly-fuissé                | Château Fuissé                             | 2,69 ha    |
| Les Combettes                            | communale   | pouilly-fuissé                | Château Fuissé                             | 1,33 ha    |
| Clos des Rocs                            | communale   | pouilly-loché                 | Domaine du Clos des Rocs                   | 3,5 ha     |

##### Vallée du Rhône
- Clos Saint Patrice (Châteauneuf-du-Pape) : 1,8 hectare[14],[15].